# Vlag van Oosterhout

Vlag van de gemeente Oosterhout

De vlag van Oosterhout werd bij raadsbesluit op 11 september 1956 vastgesteld als de gemeentelijke vlag van de Noord-Brabantse gemeente Oosterhout. De vlag is afgeleid van het wapen van Oosterhout.

## Beschrijving
De beschrijving van de vlag zou als volgt kunnen luiden: 
een rechthoekige witte vlag met drie zwarte liggende halve manen, geplaatst 2 en 1.
Het beeld op de vlag komt overeen met dat op het gemeentewapen.

## Verwante afbeeldingen

Wapen van Oosterhout
Defileervlag uit 1935

Alphen-Chaam · Altena · Asten · Baarle-Nassau · Bergeijk · Bergen op Zoom · Bernheze · Best · Bladel · Boekel · Boxtel · Breda · Cranendonck · Deurne · Dongen · Drimmelen · Eersel · Eindhoven · Etten-Leur · Geertruidenberg · Geldrop-Mierlo · Gemert-Bakel · Gilze en Rijen · Goirle · Halderberge · Heeze-Leende · Helmond · 's-Hertogenbosch · Heusden · Hilvarenbeek · Laarbeek · Land van Cuijk · Loon op Zand · Maashorst · Meierijstad · Moerdijk · Nuenen, Gerwen en Nederwetten · Oirschot · Oisterwijk · Oosterhout · Oss · Reusel-De Mierden · Roosendaal · Rucphen · Sint-Michielsgestel · Someren · Son en Breugel · Steenbergen · Tilburg · Valkenswaard · Veldhoven · Vught · Waalre · Waalwijk · Woensdrecht · Zundert